# Multiple Scan
La famiglia Multiple Scan prodotta da Apple era inizialmente prevista come una serie di monitor in grado di soddisfare le esigenze sia dell'utente professionale che dell'utente domestico. Ma successivamente l'azienda decise di differenziare meglio i propri prodotti, creando la famiglia AppleVision per gli utenti professionali e dedicando quindi i monitor Multiple Scan solo agli utenti domestici. Pertanto i monitor prodotti dopo l'introduzione della serie AppleVision sono inferiori rispetto ai primi modelli Multiple Scan sia come dimensione sia dal punto di vista qualitativo, ma anche il prezzo è più contenuto.